# VVER-440
Vodo-vodní energetický reaktor VVER-440 (rusky Водо-водяной энергетический реактор) je jaderný reaktor řady VVER s jmenovitým elektrickým výkonem kolem 440 MW a tepelným výkonem 1375 MW. 
Jedná se o reaktor energetický, tlakovodní, heterogenní, s tepelnými neutrony. Voda slouží jako chladivo, moderátor a reflektor neutronů.
Jaderné palivo je obsaženo v palivových souborech, sestávajících z palivových tyčí, které obsahují tablety (pelety) oxidu uraničitého, mírně obohaceného izotopem uranu-235.
Prvním energetickým blokem s reaktorem VVER-440 byl třetí blok Novovoroněžské JE (reaktor V-179), spuštěný v prosinci 1971. Nejběžnější modifikací je sériový reaktor V-213. Posledním reaktorem typu VVER-440 ve výstavbě je 4. blok JE Mochovce, který by měl být spuštěn v říjnu 2025. Společně se třetím blokem jde o jediné dva VVER-440 postavené bez ruské výpomoci.
Tvůrci reaktorů VVER:
- vědecký poradce: Kurčatovův institut (Moskva),
- hlavní designér: OKB "Gidropress" (Podolsk),
- výrobce: Izhora Plants (Kolpino, Rusko) a Škoda JS (Plzeň, ČR).

Původní elektrický výkon byl plánován na 500 MW, ale kvůli nedostatku vhodných turbín byl projekt předělán na 440 MW (2 turbíny K-220-44 KhTGZ po 220 MW). V současné době je díky modernizacím jmenovitý výkon některých bloků navyšován na 475 MW (JE Kola) až 531 MW (JE Loviisa).
Na základě reaktoru VVER-440 byl v 90. letech vyvíjen reaktor VVER-640.

## Historie vývoje a konstrukce
VVER začal být vyvíjen v Sovětském svazu souběžně s RBMK. Na počátku 50. let se již uvažovalo o několika variantách reaktorových zařízení pro jaderné ponorky. Mezi nimi byla také koncepce reaktoru vodou chlazeným a vodou moderovaným, jejíž myšlenku navrhl v Kurčatovově institutu S. M. Feinberg. Tato možnost byla přijata i pro vývoj civilních energetických reaktorů. Práce na projektu začaly v roce 1954. V roce 1955 institut OKB "Gidropress" začal vyvíjet design. Vědecké vedení prováděli I. V. Kurčatov a A. P. Aleksandrov.
Zpočátku bylo prozkoumáváno několik variant, jejichž zadání pro návrh předložil Kurčatovův institut v květnu 1955. Jednalo se o: VES-1 – vodo-vodní reaktor s hliníkovou aktivní zónou pro nízké parametry páry, VES-2 – se zirkonovou aktivní zónou a zvýšenými parametry páry, EGV – vodní plynový reaktor s přehříváním páry, EG – plynový reaktor s grafitovým moderátorem. Dále byla zvažována možnost spojení VES-2 do jednoho energetického bloku pro výrobu saturované páry a EG pro přehřívání této páry. Ze všech možností byl pro další vývoj vybrán VES-2.
Původně měl prototypový model reaktoru VER-2 používat 110 tun přírodního uranu a 12-15 tun s obohacením okolo 25 %, ale v roce 1957 bylo rozhodnuto použít homogenní jádro s 1-3% obohacením. Zcela se změnila také konstrukce palivových souborů, změnily se geometrické rozměry reaktoru a zvýšilo se mnoho tepelných parametrů. Finální verzí reaktoru, který vycházel z VES-2, byl VVER-210, jehož výstavba byla zahájena v roce 1964 v Novovoroněžské jaderné elektrárně, která se stala první komerční jadernou elektrárnou s reaktorem VVER.

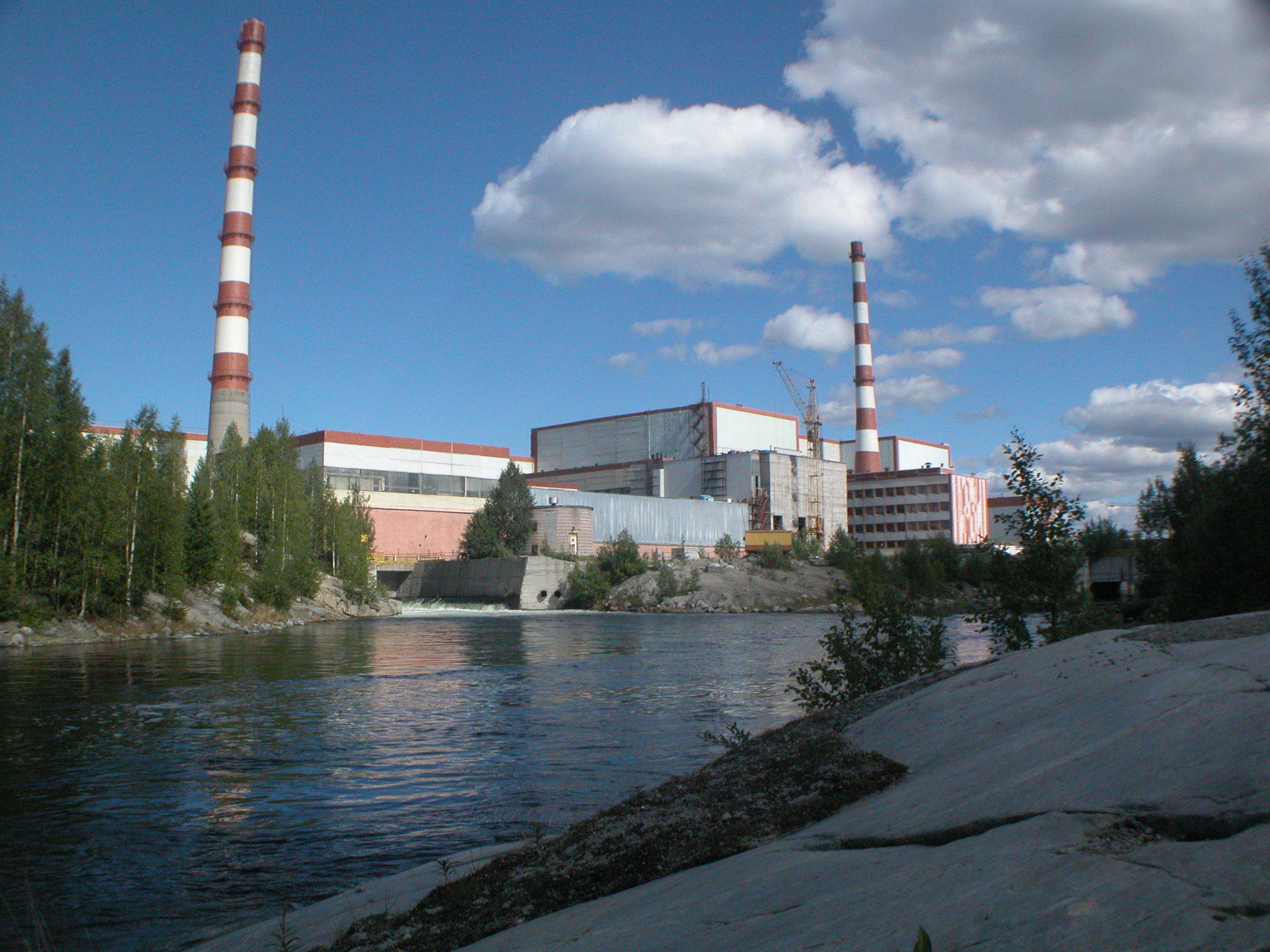
Kolská jaderná elektrárna se dvěma VVER-440/213 a dvěma VVER-440/230

V roce 1970 byl spuštěn 2. blok novovoroněžské JE s reaktorem VVER-365 a v roce 1971 3. blok téže elektrárny s reaktorem VVER-440, který se stal sériovým sovětským reaktorem první generace. Jaderné elektrárny s VVER-440 typu V-230 se rozšířily, bylo postaveno několik energetických bloků jak v SSSR, tak v jiných zemích východního bloku včetně Československa (JE Jaslovské Bohunice). Prvním projektem VVER-440 druhé generace byl typ V-213 vyvinutý pro JE Loviisa. V letech 1977 a 1980 byly na této stanici spuštěny dva energetické bloky, při jejichž vzniku bylo využito mnoho technologických řešení, které byly později realizované v JE s VVER-1000, např. železobetonový kontejnment. 
Výzkum později pokračoval vývojem VVER-1000. Do roku 1969 byly v Kurčatovově institutu připraveny zadávací podmínky pro návrh projektu, které schválil A.P. Alexandrov. Do roku 1971 byl projekt VVER-1000 zhotoven institutem Gidropress pod vedením hlavního konstruktéra V.V. Stekolnikova a schválen SSSR Minsredmaš.
| Vývojový model | Počet postavených jednotek (ve výstavbě) | Popis                                |
| -------------- | ---------------------------------------- | ------------------------------------ |
| VVER-440/179   | 2                                        | Dva prototypy v Novovoroněži         |
| VVER-440/230   | 12                                       | Sériový VVER-440                     |
| VVER-440/270   | 2                                        | Arménie (vyšší seismická odolnost)   |
| VVER-440/213   | 18                                       | Sériový VVER-440 (nástupce 230)      |
| VVER-440/213+  | 1 (+1)                                   | Vychází z 213, Mochovce 3 a 4        |
| VVER-440/213M  | 0                                        | Vývoj 1993, kontejnment              |
| VVER-440/318   | 0                                        | Vývozní model, kontejnment           |
| VVER-440/356   | 0                                        | Zamýšleno pro 3 a 4. blok JE Loviisa |

## Konstrukce

### Palivo

Palivové soubory mají 3 stupně obohacení uranu 235. 1,6% (žlutá), 2,4% (oranžová), 3,6% (červená).

Jádro VVER-440 je tvořeno 349 hexagonálními palivovými soubory, z nichž některé jsou použity jako pracovní části bezpečnostního řídicího systému. Uvnitř každého souboru se nachází 126 palivových tyčí o průměru 9,1 mm. Tablety paliva TVEL ze sintrovaného oxidu uraničitého s 3,5% obohacením o průměru 7,5 mm jsou uzavřeny v povlaku o tloušťce 0,6 mm. Povlakový materiál kazety a palivové tyče slitina zirkonu dopovaného niobem (1%).
VVER-440 pracuje v režimu průběžné výměny paliva, během které se vždy vymění pouze část paliva. Kampaň může trvat 3-6 let, nejčastěji 5 let. Většina elektráren VVER-440 používá 12 až 18měsíční palivový cyklus. Každých 12-18 měsíců se vymění 1/4-1/6 kazet. Nejprve se vyjmou kazety ze středu aktivní zóny a na jejich místo se vloží kazety z periferie aktivní zóny. Uvolněné prostory na okraji aktivní zóny jsou vyplněny kazetami s čerstvým palivem. Kazety s vyhořelým palivem se ukládají do chladicího bazénu, ve kterém voda odvádí zbytkové teplo a zároveň působí jako stínění ionizujícího záření. V současné době reaktory VVER často používají palivo se spalovacími jedy (gadolinium a erbium), které umožňují vyšší obohacení čerstvého paliva a větší rezervu reaktivity během palivové kampaně, což umožňuje prodloužení palivové kampaně na 5-6 let při téměř stejných nákladech, což umožňuje snížit náklady na palivo o cca 40 %.
VVER mají záporný teplotní i výkonový koeficient. To znamená, že v případě nutnosti dodávky elektřiny je možné palivový cyklus prodloužit postupným snižováním výkonu. Při sníženém výkonu se snižuje teplota paliva i moderátoru a zvyšuje jejich hustota. To má za následek vyšší množivý koeficient, který může reaktor udržet v provozu o několik dní déle.
Po rozpadu Sovětského svazu se dodavatelé ze západní geopolitické části světa pokusili pokrýt část trhu s jaderným palivem VVER. Vzhledem k odlišné geometrii palivových článků, šestiúhelníkové u VVER oproti čtyřúhelníkovému u západních tlakovodních reaktorů, muselo být vynaloženo velké úsilí na přizpůsobení metod výpočtu a výroby. Největší technologický rozdíl je v konstrukci palivového článku. Palivové články ruské výroby mají tuhou konstrukci, zatímco palivové tyče nejsou pevně upnuty a jsou pohyblivé, aby poskytly větší prostor pro expanzi zirkoniových plášťových trubek. Západní palivové soubory mají na druhou stranu pružnější konstrukci, ale palivové tyče jsou pevně upnuty. Zavedení západních návrhů palivových souborů do reaktorů VVER proto vyžadovalo mnoho výzkumu a testování, aby se eliminovaly jakékoli úniky z návrhu. Zatímco palivové články VVER-1000 mohly být v aktivní zóně snadněji seřizovány pomocí srovnatelné hydrauliky, problém představoval zejména vývoj palivových článků VVER-440, které mají vzhledem k uložení palivových článků odlišné hydraulické chování. Adaptace západního paliva také představuje problém z hlediska materiálů, protože ruské palivové články používají 99% zirkonium s přídavkem 1% niobu jako materiál pláště. Západní články používají jako materiál Zircalloy 4.
O první diverzifikované dodávky paliva pro VVER-440 požádaly v roce 1992 ČEZ pro jadernou elektrárnu Dukovany a Slovenské Elektrárne pro jadernou elektrárnu Bohunice.

### Ovládací systémy
VVER-440 má dva systémy pro ovládání reaktivity: systém havarijních regulačních kazet (HRK) a systém regulace bóru. První systém se skládá z 37 HRK, 30 se využívá pouze v havarijních situacích nebo pro odstavení reaktoru, zbylých 7 se využívá pro regulaci výkonu během běžného provozu. Spodní vrstva HRK je kazeta s palivovými tyčemi. Horní vrstva HRK je vyplněna prvky ze slitiny boru. V případě potřeby je do aktivní zóny spouštěna část s absorpčním materiálem s pomocí elektromotoru, která vytlačí palivovou část dolů. HRK jsou namontovány na tyčích procházejících nahoru skrz víko reaktoru. Tento mechanismus ovládání je celosvětový unikát, který se vyskytuje pouze u některých VVER, konkrétně VVER-440 a jeho předchůdci. Druhým systémem pro ovládání reaktivity je změna koncentrace kyseliny borité v primárním okruhu. Chladivo průběžně cirkuluje zařízením pro ovládání chemického složení a objemu chladiva (anglicky: chemical and volume control system CVCS). V tomto zařízení dochází k čištění vody a zároveň k přimíchávání roztoku kyseliny borité podle potřeby. kyselina boritá se ve vodě rozpustí a rovnoměrně rozprostře po celém primárním okruhu. Výhodou této regulace je rovnoměrné rozprostření absorbátoru, nevýhodou však je pomalá rychlost regulace (změna koncentrace se typicky pohybuje v jednotkách ppm za hodinu) a změna chemických vlastností vody, zejména změna pH, která musí být kompenzována přidáním LiOH.
Pomalé změny reaktivity (vyhoření jaderného paliva, otrava štěpnými produkty atd.) jsou kompenzovány systémem regulace bóru. Pro větší změny výkonu se používá 7 regulačních HRK. Pro úplné odstavení reaktoru slouží zbylých 30 HRK.

### Reaktorová nádoba

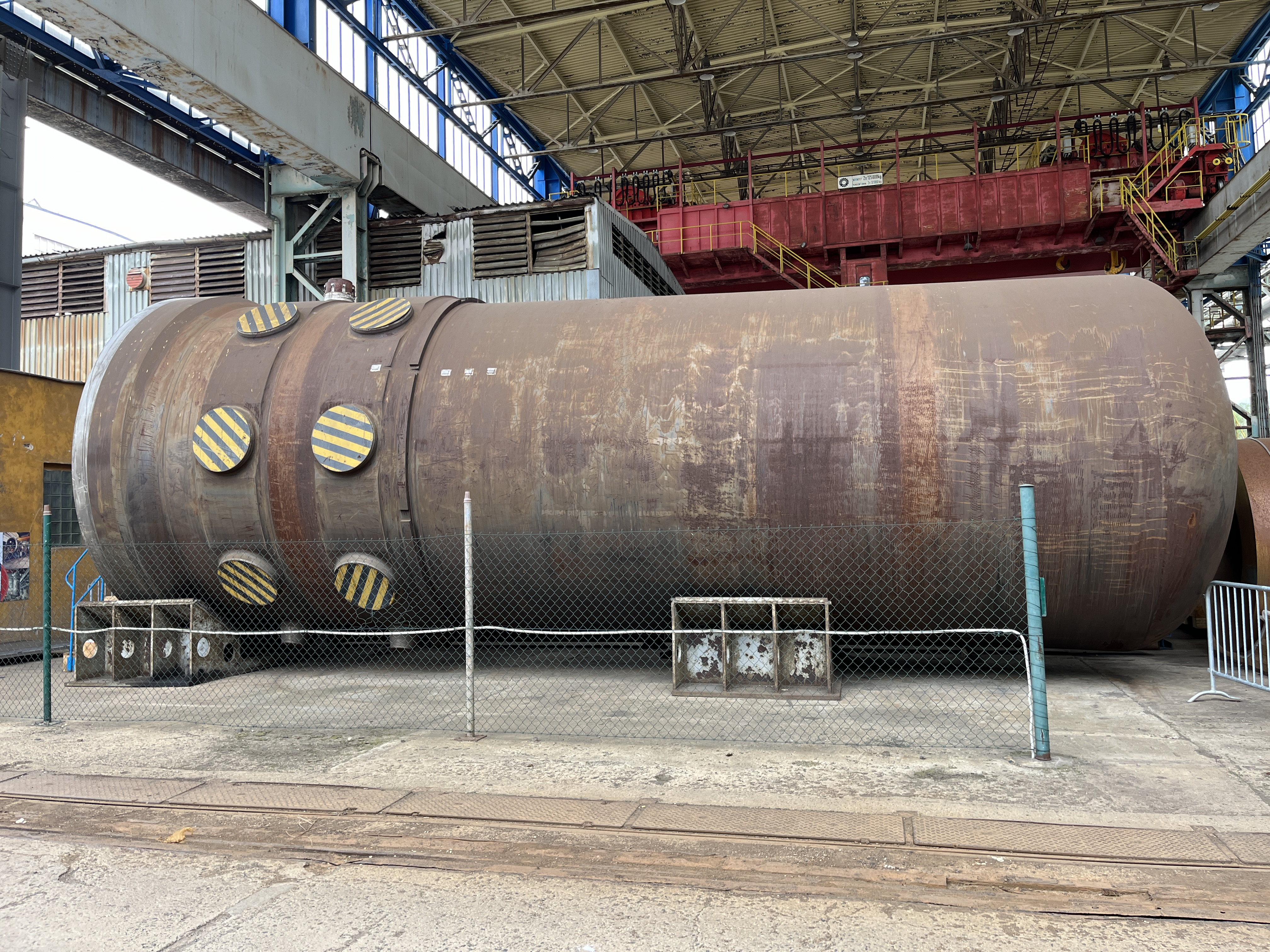
Tlaková nádoba reaktoru VVER-440/213

Aktivní zóna VVER-440 je spolu s absorbujícími tyčemi a elektronikou uložena v tlakové nádobě reaktoru. Ta má vnější průměr 3,8 m, výšku 11,2 m a je navržena pro provoz pod tlakem 12,5 MPa. Nádoba má šest párů otvorů pro vstup a výstup chladicí kapaliny všech šesti palivových smyček. Horní část nádoby je uzavřena víkem reaktoru.
Stěna nádoby je postupem času poškozována neutronovým a γ zářením, které na ni dopadá. Dávka záření způsobuje změnu vlastností materiálu nádoby, nejčastěji křehnutí, a tepelné namáhání. Fluence neutronů je proto redukována vodou a ocelovými clonami umístěnými mezi aktivní zónou a stěnou reaktorové nádoby. Tloušťka vodní clony je 20 cm, tloušťka ocelové clony je 9 cm.

### Primární okruh
V primárním okruhu cirkuluje chladivo – voda pod tlakem cca 12,5 MPa, což zabraňuje jejímu varu. Chladivo vstupuje do reaktoru o teplotě přibližně 269 °C, ohřeje se v něm na 300 °C a je posíláno 6 cirkulačními smyčkami do parogenerátorů, kde předává své teplo sekundárnímu okruhu. Z parogenerátorů se voda vrací zpět do reaktoru hlavními oběhovými čerpadly. Pro udržení stability tlaku a kompenzaci změn objemu chladicí kapaliny při jejím zahřívání nebo ochlazování se používá speciální kompenzátor tlaku (kompenzátor objemu). Hlavní cirkulační potrubí o vnitřním průměru 494 mm propojuje zařízení primárního okruhu. V místech napojení jsou instalovány omezovače průtoku ke snížení úniků v případě prasknutí potrubí.

### Kompenzátor objemu
Součástí primárního okruhu je i kompenzátor objemu, který je připojený mezi studenou a horkou část dvou smyček. Kompenzátor objemu má objem 44 m3, během provozu je spodní část naplněna 26 m3 vody a 18 m3 vodní páry. Uvnitř se nachází trysky pro vstřikování vody a elektrické ohříváky. S pomocí těchto zařízení se uvnitř nádoby mění teplota, čímž se reguluje tlak v celém primárním okruhu.

### Hlavní oběhová čerpadla
Hlavní oběhová čerpadla (MCP) zajišťují nucenou cirkulaci chladiva primárním okruhem. Jedná se o vertikální jednostupňové odstředivá čerpadla typu GCEN – 317 s těsněním hřídele, která využívají trojfázový asynchronní elektromotor. Výkon motoru je 1 400 kW, celková hmotnost čerpadla činí 42 t. Součástí čerpadel je i mnoho pomocných zařízení jako například: spodní radiální ložisko, systém přívodu oleje pro ložiska, systém zahlcování posledního stupně těsnění hřídele, systém kontroly těsnosti přírubových spojů a antireverzační (zarážecí) zařízení. Každá chladicí smyčka má právě jedno hlavní cirkulační čerpadlo.

### Parogenerátor

Parogenerátor

Parogenerátor je určen k přenosu energie vyrobené v aktivní zóně reaktoru do sekundárního okruhu. Elektrárny s reaktorem VVER-440 (podobně tomu je i u ostatních VVER) využívají neobvyklé horizontální parogenerátory s trubkovou teplosměnnou plochou. Primární chladivo prochází 5536 teplosměnnými trubicemi uvnitř skříně parogenerátoru a ohřívá vodu v sekundárním okruhu. Vroucí voda sekundárního okruhu se přeměňuje na páru a protéká kombinovaným parovodem do turbíny. Pára vzniká nasycená, o teplotě 260 °C, tlaku 4,6 MPa a vlhkosti do 0,25 % při teplotě napájecí vody 220 °C. Tepelný výkon každého parogenerátoru je 230 MW, hmotnost prázdného parogenerátoru je 169 t, s podpěrami a zcela naplněného vodou pak 216 t. Parogenerátory jsou vyrobeny ze slitiny INCOLOY 800.

### Turbogenerátor
Pára z parogenerátorů je přiváděna parovody na turbínu, kde tlačí na lopatky a pohání generátor. Elektrárny VVER-440 mají na každý blok jeden pár turbín K-220-44, každá o instalovaném výkonu 220 MW. Turbíny vyráběl Charkovský turbínový závod a později i Škoda Plzeň. Vstupní parametry páry jsou 241 °C a 4,31 MPa. Turbína se skládá z jedné vysokotlaké a dvou nízkotlakých částí. Turbína používá znovuohřev páry pro zvýšení účinnosti. Rychlost otáčení turbínu je rovna frekvenci sítě, tedy 50 Hz neboli 3 000 otáček za minutu.

### Kondenzátor
Po vykonání práce vodní pára kondenzuje a je odváděna do kondenzátoru, kde je ochlazována terciárním okruhem pro vytvoření maximálního rozdílu teplot a zvýšení účinnosti. Odtud voda putuje přes odvzdušňovat zpět do parogenerátoru.

## Modernizace elektráren

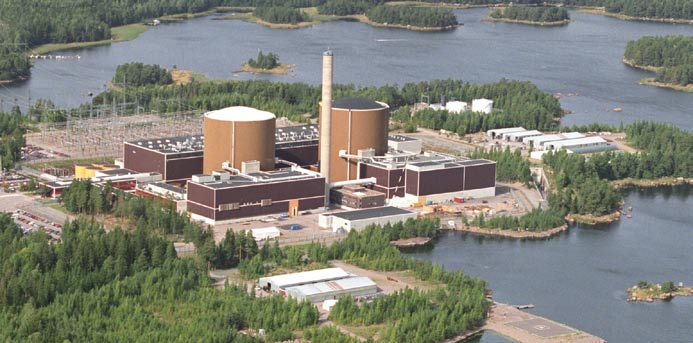
JE Loviisa

Elektrárny s VVER-440 prošly za svůj provoz, stejně jako ostatní jaderné elektrárny po celém světě mnoha modernizacemi, které zvyšují jejich účinnost, bezpečnost a spolehlivost.
Navyšování výkonu energetických bloků nad nominální (angl. Power Uprates) je známým nástrojem zvyšování ekonomické efektivity jaderných elektráren. Kapacita se zvyšuje díky lepší kontrole procesů, zlepšeným provozním postupům, modernizaci zařízení a dalším opatřením. Výkon JE Dukovany byl zvýšen z původních 440 MWe na 510 MWe. Na Finské JE Loviisa až na 531 MWe.
Vylepšováním bezpečnostních systémů se frekvence výskytu poškození aktivní zóny (angl. core damage frequency, CDF) snížila u modelů JE Jaslovské Bohunice V1 (V-230) z ~10−3 (1980) na ~9×10−4 (2000), u JE Dukovany (V-213) z ~10−4 (1990) na ~10−6 (2010). 
Zároveň se výrazně prodloužila i životnost. Zatímco se v době vytváření projektu předpokládala životnost 30 let, dnes už se počítá s provozem elektráren minimálně 60 let.

## Kompletní seznam všech VVER-440
| Název         | Typ reaktoru | Zahájení stavby | Připojení k síti | Stav, dodatečné informace                                                                            | Čistý výkon (MW) | Hrubý výkon (MW) |
| ------------- | ------------ | --------------- | ---------------- | --- | ---------------- | ---------------- |
| Bohunice-1    | 440/230      | 1972            | 1978             | uzavřena v roce 2006                                                                                 | 408              | 440              |
| Bohunice-2    | 440/230      | 1972            | 1980             | uzavřena v roce 2008                                                                                 | 408              | 440              |
| Bohunice-3    | 440/213      | 1976            | 1984             | v provozu (plánované uzavření v roce 2044)                                                           | 470              | 505              |
| Bohunice-4    | 440/213      | 1976            | 1985             | v provozu (plánované uzavření v roce 2045)                                                           | 470              | 505              |
| Brno-1        | 440/213      | -               | -                | nahrazeno elektrárnou Dukovany                                                                       | -                | teplo            |
| Dukovany-1    | 440/213      | 1979            | 1985             | v provozu (plánované uzavření v roce 2045); modernizace 2011                                         | 470              | 500              |
| Dukovany-2    | 440/213      | 1979            | 1986             | v provozu (plánované uzavření v roce 2046); modernizace 2012                                         | 470              | 500              |
| Dukovany-3    | 440/213      | 1979            | 1986             | v provozu (plánované uzavření v roce 2046); modernizace 2009                                         | 470              | 500              |
| Dukovany-4    | 440/213      | 1979            | 1987             | v provozu (plánované uzavření v roce 2047); modernizace 2010                                         | 470              | 500              |
| Greifswald-1  | 440/230      | 1970            | 1973             | uzavřena v roce 1990                                                                                 | 408              | 440              |
| Greifswald-2  | 440/230      | 1970            | 1974             | uzavřena v roce 1990                                                                                 | 408              | 440              |
| Greifswald-3  | 440/230      | 1972            | 1977             | uzavřena v roce 1990                                                                                 | 408              | 440              |
| Greifswald-4  | 440/230      | 1972            | 1979             | uzavřena v roce 1990                                                                                 | 408              | 440              |
| Greifswald-5  | 440/213      | 1976            | 1989             | uzavřena v roce 1989                                                                                 | 408              | 440              |
| Greifswald-6  | 440/213      | 1976            | -                | uzavřena v roce 1989 (dostavěna, ale nikdy nespuštěna)                                               | 408              | 440              |
| Greifswald-7  | 440/213      | 1978            | -                | výstavba zrušena v roce 1990                                                                         | 408              | 440              |
| Greifswald-8  | 440/213      | 1978            | -                | výstavba zrušena v roce 1990                                                                         | 408              | 440              |
| Holguín-1     | 440/318      | -               | -                | plánovaná výstavba zrušena v roce 1991                                                               | -                | 440              |
| Holguín-2     | 440/318      | -               | -                | plánovaná výstavba zrušena v roce 1991                                                               | -                | 440              |
| Holguín-3     | 440/318      | -               | -                | plánovaná výstavba zrušena v roce 1991                                                               | -                | 440              |
| Holguín-4     | 440/318      | -               | -                | plánovaná výstavba zrušena v roce 1991                                                               | -                | 440              |
| Irák-1        | 440/318      | -               | -                | plánovaná výstavba zrušena                                                                           | -                | 440              |
| Juragua-1     | 440/318      | 1983            | -                | výstavba zastavena v roce 1992, zrušena 2000                                                         | 417              | 440              |
| Juragua-2     | 440/318      | 1985            | -                | výstavba zastavena v roce 1992, zrušena 2000                                                         | 417              | 440              |
| Juragua-3     | 440/318      | -               | -                | přípravy na stavbu zrušeny v roce 1992                                                               | 408              | 440              |
| Juragua-4     | 440/318      | -               | -                | přípravy na stavbu zrušeny v roce 1992                                                               | 408              | 440              |
| Holešovice-1  | 440/213      | -               | -                | přesunuto do Kojetic                                                                                 | -                | teplo            |
| Holešovice-2  | 440/213      | -               | -                | přesunuto do Kojetic                                                                                 | -                | teplo            |
| Kola-1        | 440/230      | 1970            | 1973             | v provozu (licence do roku 2033)                                                                     | 411              | 440              |
| Kola-2        | 440/230      | 1973            | 1974             | v provozu (licence do roku 2034)                                                                     | 411              | 440              |
| Kola-3        | 440/213      | 1977            | 1981             | v provozu (licence do roku 2041)                                                                     | 411              | 440              |
| Kola-4        | 440/213      | 1976            | 1984             | v provozu (licence do roku 2044)                                                                     | 411              | 440              |
| Kozloduj-1    | 440/230      | 1970            | 1974             | uzavřena v roce 2002                                                                                 | 408              | 440              |
| Kozloduj-2    | 440/230      | 1970            | 1975             | uzavřena v roce 2002                                                                                 | 408              | 440              |
| Kozloduj-3    | 440/230      | 1973            | 1980             | uzavřena v roce 2006                                                                                 | 408              | 440              |
| Kozloduj-4    | 440/230      | 1973            | 1982             | uzavřena v roce 2006                                                                                 | 408              | 440              |
| Kŭmho-1       | 440/318      | -               | -                | plánovaná výstavba zrušena v roce 1991                                                               | -                | 440              |
| Kŭmho-2       | 440/318      | -               | -                | plánovaná výstavba zrušena v roce 1991                                                               | -                | 440              |
| Kŭmho-3       | 440/318      | -               | -                | plánovaná výstavba zrušena v roce 1991                                                               | -                | 440              |
| Kŭmho-4       | 440/318      | -               | -                | plánovaná výstavba zrušena v roce 1991                                                               | -                | 440              |
| Loviisa-1     | 440/213      | 1971            | 1977             | v provozu (plánované uzavření v roce 2037)                                                           | 488              | 510              |
| Loviisa-2     | 440/213      | 1972            | 1980             | v provozu (plánované uzavření v roce 2040)                                                           | 488              | 510              |
| Loviisa-3     | 440/356      | -               | -                | plánovaná výstavba zrušena                                                                           | -                | 440              |
| Loviisa-4     | 440/356      | -               | -                | plánovaná výstavba zrušena                                                                           | -                | 440              |
| Magdeburg-1   | 440/213      | -               | -                | přesunuto do Stendalu                                                                                | -                | 440              |
| Magdeburg-2   | 440/213      | -               | -                | přesunuto do Stendalu                                                                                | -                | 440              |
| Magdeburg-3   | 440/213      | -               | -                | přesunuto do Stendalu                                                                                | -                | 440              |
| Magdeburg-4   | 440/213      | -               | -                | přesunuto do Stendalu                                                                                | -                | 440              |
| Magdeburg-5   | 440/213      | -               | -                | přesunuto do Stendalu                                                                                | -                | 440              |
| Magdeburg-6   | 440/213      | -               | -                | přesunuto do Stendalu                                                                                | -                | 440              |
| Magdeburg-7   | 440/213      | -               | -                | přesunuto do Stendalu                                                                                | -                | 440              |
| Magdeburg-8   | 440/213      | -               | -                | přesunuto do Stendalu                                                                                | -                | 440              |
| Mecamor-1     | 440/270      | 1973            | 1979             | uzavřena po zemětřesení v roce 1989 bez možnosti restartu - metalografické testy na parogenerátorech | 376              | 408              |
| Mecamor-2     | 440/270      | 1975            | 1980             | v provozu (uzavřena v roce 1989, znovu spuštěna 1995, plánované odstavení v roce 2036)               | 376              | 408              |
| Mecamor-3     | 440/213      | -               | -                | plánovaná výstavba zrušena v roce 1989                                                               | -                | 440              |
| Mecamor-4     | 440/213      | -               | -                | plánovaná výstavba zrušena v roce 1989                                                               | -                | 440              |
| Mochovce-1    | 440/213      | 1983            | 1998             | v provozu (plánované uzavření v roce 2058)                                                           | 470              | 500              |
| Mochovce-2    | 440/213      | 1983            | 1999             | v provozu (plánované uzavření v roce 2059)                                                           | 470              | 500              |
| Mochovce-3    | 440/213+     | 1987            | 2023             | v provozu (plánované uzavření v roce 2083)                                                           | 440              | 471              |
| Mochovce-4    | 440/213+     | 1987            | 2024             | ve výstavbě                                                                                          | 440              | 471              |
| Mochovce-5    | 440/213      | -               | -                | nahrazeno VVER-1000/320                                                                              | -                | 440              |
| Mochovce-6    | 440/213      | -               | -                | nahrazeno VVER-1000/320                                                                              | -                | 440              |
| Mochovce-7    | 440/213      | -               | -                | nahrazeno VVER-1000/320                                                                              | -                | 440              |
| Mochovce-8    | 440/213      | -               | -                | nahrazeno VVER-1000/320                                                                              | -                | 440              |
| Neka-1        | 440/213M     | -               | -                | plánovaná výstavba zrušena v 90. letech                                                              | -                | 440              |
| Neka-2        | 440/213M     | -               | -                | plánovaná výstavba zrušena v 90. letech                                                              | -                | 440              |
| Novovoroněž-3 | 440/179      | 1967            | 1971             | uzavřena v roce 2016                                                                                 | 385              | 417              |
| Novovoroněž-4 | 440/179      | 1967            | 1972             | uzavřena v roce 2017, prodloužena životnost v roce 2018, (plánované uzavření 2033)                   | 385              | 417              |
| Olt-1         | 440/213      | -               | -                | plánovaná výstavba zrušena                                                                           | -                | 440              |
| Paks-1        | 440/213      | 1974            | 1983             | v provozu (plánované uzavření v roce 2053)                                                           | 479              | 509              |
| Paks-2        | 440/213      | 1974            | 1984             | v provozu (plánované uzavření v roce 2054)                                                           | 479              | 506              |
| Paks-3        | 440/213      | 1979            | 1986             | v provozu (plánované uzavření v roce 2056)                                                           | 479              | 506              |
| Paks-4        | 440/213      | 1979            | 1987             | v provozu (plánované uzavření v roce 2057)                                                           | 479              | 506              |
| Paks-5        | 440/213      | -               | -                | nahrazeno VVER-1000/320                                                                              | -                | 440              |
| Paks-6        | 440/213      | -               | -                | nahrazeno VVER-1000/320                                                                              | -                | 440              |
| Paks-7        | 440/213      | -               | -                | nahrazeno VVER-1000/320                                                                              | -                | 440              |
| Paks-8        | 440/213      | -               | -                | nahrazeno VVER-1000/320                                                                              | -                | 440              |
| Rovno-1       | 440/213      | 1973            | 1980             | v provozu (plánované uzavření v roce 2040)                                                           | 381              | 420              |
| Rovno-2       | 440/213      | 1973            | 1981             | v provozu (plánované uzavření v roce 2041)                                                           | 376              | 415              |
| Radotín-1     | 440/213      | -               | -                | plánovaná výstavba zrušena v roce 1975                                                               | -                | teplo            |
| Radotín-2     | 440/213      | -               | -                | plánovaná výstavba zrušena v roce 1975                                                               | -                | teplo            |
| Ruppur-1      | 440/213      | -               | -                | nahrazeno VVER-1000/392 a později VVER-1200                                                          | -                | 440              |
| Ruppur-2      | 440/213      | -               | -                | nahrazeno VVER-1000/392 a později VVER-1200                                                          | -                | 440              |
| Sidi Kreir-1  | 440/213      | -               | -                | plánovaná výstavba zrušena v roce 1981                                                               | -                | 440              |
| Sidi Kreir-2  | 440/213      | -               | -                | plánovaná výstavba zrušena v roce 1981                                                               | -                | 440              |
| Sirte-1       | 440/318      | -               | -                | plánovaná výstavba zrušena v roce 1986                                                               | 408              | 440              |
| Sirte-2       | 440/318      | -               | -                | plánovaná výstavba zrušena v roce 1986                                                               | 408              | 440              |
| Sýrie-1       | 440/318      | -               | -                | plánovaná výstavba zrušena v roce 1986                                                               | -                | 440              |
| Żarnowiec-1   | 440/213      | 1983            | -                | výstavba zrušena v roce 1990 (obnova s jinými reaktory je plánována)                                 | 440              | 465              |
| Żarnowiec-2   | 440/213      | 1983            | -                | výstavba zrušena v roce 1990                                                                         | 440              | 465              |
| Żarnowiec-3   | 440/213      | -               | -                | plánovaná výstavba zrušena v roce 1990                                                               | 440              | 465              |
| Żarnowiec-4   | 440/213      | -               | -                | plánovaná výstavba zrušena v roce 1990                                                               | 440              | 465              |

| Legenda: | v provozu | uzavřena | ve výstavbě | výstavba zrušena |